# Evropské středisko astronautů
Evropské středisko astronautů (EAC) (anglicky European Astronaut Center; německy Europäisches Astronautenzentrum; francouzsky: Centre des astronautes européens) je výcvikové zařízení Evropské kosmické agentury a sídlo Evropského oddílu astronautů.
Středisko bylo založeno v roce 1990, nachází se nedaleko Kolína nad Rýnem v Německu a jeho úkolem je zajišťovat vysokou úroveň odbornosti, zdraví a kondice evropských astronautů. Proto se věnuje výběru, výcviku a podpoře astronautů – vybavuje evropské a další mezinárodní astronauty dovednostmi a znalostmi, které potřebují k letům na Mezinárodní vesmírnou stanici (ISS) a k budoucímu výzkumu mimo nízkou oběžnou dráhu Země. Zajišťuje také výcvik a certifikaci řídicího personálu určeného zejména pro podporu astronautů během jejich misí a komunikaci s nimi.
Středisko ve svých jednotlivých složkách zaměřuje na:
- výcvik astronautů, k čemuž disponuje replikami evropské laboratoře Columbus, cvičnými modely jejích vědeckých stojanů, simulátory, učebnami a plně vybavenou tělocvičnou; součástí střediska je také deset metrů hluboký bazén s neutrálním vztlakem pro přípravu astronautů na výstupy do kosmu a získání zkušeností s nástroji a dalším vybavením používaným při výstupech,[1]

- vesmírnou medicínu, včetně preventivní a léčebné medicíny, výživy a udržování kondice astronautů a kandidátů na astronauty,[2]
- komunikační operace, v nichž příslušní specialisté operačního týmu zajišťují veškerou evropskou hlasovou komunikaci s astronauty na ISS, a to s podporou řídicího střediska ESA Columbus v německém Oberpfaffenhofenu nedaleko Mnichova, středisek uživatelské podpory a provozu (např. u vědeckých institucí zapojených do výzkumů prováděných na ISS) a odborníků na kosmickou medicínu,[2]
- aktivity v oblasti vztahů s veřejností pro kosmické lety s lidskou posádkou, vhodnou prezentací evropských astronautů a jejich kosmických aktivit na veřejnosti, vzdělávací činnost a podporu příležitostí pro průmysl v oblasti komerčních experimentů ve vesmíru.[2]

Středisko kromě výcviku evropských astronautů poskytuje výcviková zařízení také pro účely partnerských vesmírných agentur, zejména pokud jde o činnosti spojené s technickým vybavezním ESA pro ISS, jako je modul Columbus a dříve nákladních lodí ATV. Recipročně EAC organizaci výcviku evropských astronautů ve střediscích zahraničních vesmírných agentur, např. ve Spojených státech (Johnsonovo vesmírné středisko), Rusku (Středisko přípravy kosmonautů J. A. Gagarina), Kanadě (Saint-Hubert) nebo Japonsku (Tsukuba).
Ředitelem EAC je od 1. srpna 2012 belgický astronaut Frank de Winne.